# Zur Geschichte der Religion und Philosophie in Deutschland
Der Text Zur Geschichte der Religion und Philosophie in Deutschland ist eine in essayistischem Stil geschriebene Abhandlung des deutsch-jüdischen Dichters Heinrich Heine (1797–1856).
Er entstand 1833/34 zur Zeit des Pariser Exils Heines, wurde zunächst auf Französisch veröffentlicht und bildet damit einen Teil seiner Bemühungen um ein besseres Verständnis beider Völker füreinander. Insbesondere will Heine das von Madame de Staël in Frankreich in ihrem Buch Über Deutschland verbreitete Bild korrigieren und die geistesgeschichtlichen Grundlagen der idealistisch-romantischen Erneuerungsbewegung in Deutschland aufzeigen, die dazu beitrug, Napoleons Marsch durch Europa aufzuhalten. Die deutsche Erstausgabe erfolgte in Der Salon. Zweiter Band (1834). Ursprünglich sollte sie gemeinsam mit der zuvor schon teilweise in Frankreich und Deutschland abgedruckten Studie Die romantische Schule veröffentlicht werden, die jedoch erst 1836 als Buch erschien.

## Allgemeines zum Text
Heine konstruiert in diesem Essay keine homogene nationale Tradition, sondern fokussiert „transnationale und -linguale Einflüsse [...] [S]tatt einer Abgrenzung verschiedener Textgattungen voneinander werden literarische und philosophische Texte, Dokumente heidnischer Bräuche und christlicher Praktiken miteinander in Zusammenhang gebracht. Nicht zuletzt wird stilistisch der Erstellung von Eindeutigkeit mit Mitteln des Zitates und der Ironie durchgängig entgegengearbeitet.“
Der Inhalt folgt einigen wiederkehrenden Motiven. Zum einen entwickelt Heine eine teleologische Geschichtskonzeption, nach der in der deutschen Geschichte eine religiöse Revolution zu einer philosophischen und schließlich zu einer politischen Revolution führt. Dies ist vor allem vor dem Eindruck der Französischen Revolution von 1789 zu verstehen, die in Deutschland bis zur Zeit der 1. Auflage ausgeblieben war. Zum anderen ist Heine „Dialektiker“, indem er im Wesentlichen mit Gegensätzen arbeitet. Zentral ist das Begriffspaar Körper/Geist bzw. Sensualismus/Spiritualismus (letzteres in einem heute nicht mehr geläufigen Sinn, nämlich als Konflikt zwischen Empirismus und Idealismus, analog auch zum Gegensatz von Aristotelismus und Platonismus).
Heine schmeichelt seinen französischen Lesern, indem viele Vergleiche zwischen Deutschland und Frankreich zugunsten Frankreichs ausfallen. So kritisiert er das Wissenschaftsverständnis der idealistischen Philosophie. Deren Werke seien gründlich und tiefsinnig, aber ebenso unverständlich. Er verfolgt mit seiner Arbeit an einer populär geschriebenen Geistesgeschichte hingegen das praktische Ziel der Emanzipation:

„Das Volk hungert nach Wissen und dankt mir für das Stückchen Geistesbrod, das ich ehrlich mit ihm theile.“

 Daher sind auch häufig zeitkritische Kommentare eingefügt wie z. B. über die staatliche Zensur, die Heines Schriften immer wieder verstümmelt hat, oder die Angst der deutschen Gelehrten vor einer Verkündigung ihrer Ideen im Volk, was Heine als seine Aufgabe, ja als kosmopolitische Mission ansieht.
Auch bei diesem Werk führte Heines These, dass die philosophische Revolution mit Hegel abgeschlossen sei und nun eine politische Revolution zu folgen habe, zu massiven Eingriffen der Zensur in den Text.
In der Vorrede zur zweiten Auflage 1853 erwähnt er – in halbironischer Form und als Reaktion auf die Verbote der ersten Auflage –, dass sich in seinem eigenen Geiste eine Umwandlung in religiösen Dingen vollzogen habe, und zitiert das Buch Ben Sira, wonach aus dem Buch des Bundes (und für Heine auch aus den anderen Schriften der Bibel) große Weisheit geflossen sei.

## Erstes Buch
Heine postuliert, dass sich im Christentum sowohl altorientalisch-manichäistische als auch indisch-gnostische Elemente erhalten und Einfluss auf Symbolik und Dogmatik erlangt haben, obwohl beide Lehren später als häretisch verdammt wurden. Während die Manichäer überall in der Welt einen Dualismus von Gut und Böse, von Licht und Finsternis erkennen, nehmen die Gnostiker an, dass die Schöpfung und der Mensch grundsätzlich das Prinzip der ursprünglichen vollkommenen Gottheit (den Logos) in sich tragen, von dem sie nicht zu trennen sind. Das Böse sei demnach erst durch die Emanationen der obersten, aber unerkennbaren Gottheit entstanden, die sich immer weiter von ihr entfernt haben. Beide Weltsichten habe in der frühen christliche Lehre ihren Niederschlag gefunden, wonach Christus die Welt des Geistes bzw. die Seele, Satan aber die Materie bzw. den Leib repräsentiert. Anders als im Judentum gab es also im Christentum eine Verkörperung des Bösen. Dadurch sei auch die antike Einheit von Leib und Seele aufgespalten worden. Während aber über das gute Prinzip, das Reich Christi, in ganz Europa Einigkeit herrschte, habe man über das Reich Satans im germanischen Norden andere Vorstellungen entwickelt als im romanischen Süden und Westen, wobei diese an die jeweils unterschiedliche vorchristliche, im germanischen Bereich eher dämonisch-hässliche, im keltischen Bereich eher märchenhaft-hellfarbige pantheistische Welt anknüpften. In Nordeuropa wurde die Natur in der Folge verteufelt und dämonisiert, in Süd- und Westeuropa erschien sie meist feen- und elfenhaft verzaubert. Hier dominieren nicht die Erd-, sondern die Luftgeister.

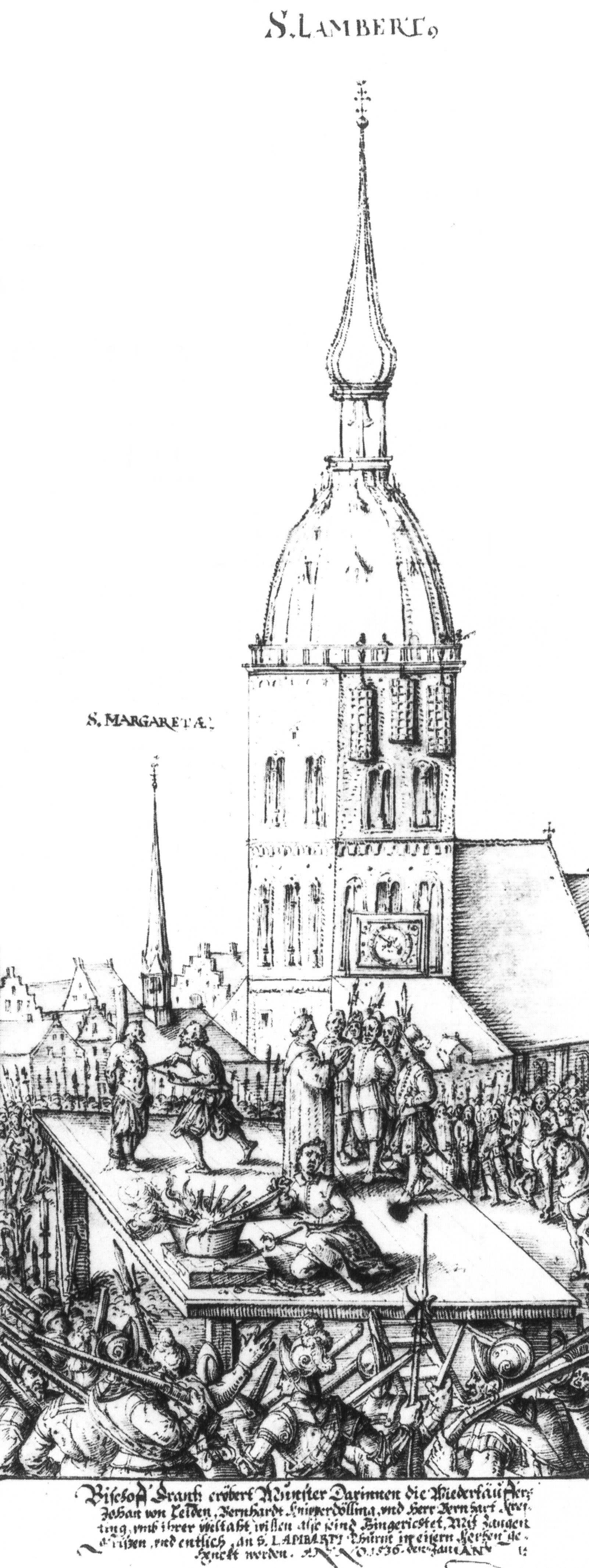
Historische Darstellung der Hinrichtung der Täufer auf dem Prinzipalmarkt in Münster. Im Hintergrund die Lambertikirche mit dem alten Kirchturm und den Körben, in denen die Leichen zur Schau gestellt wurden.

Heine widmet sich den Auswüchsen des deutschen Dämonen- und Hexenglaubens, in dem er ein Fortleben der pantheistischen Weltsicht der Germanen erkennt, die in eine pandämonische umgedeutet worden sei. Auch die Naturphilosophie des Paracelsus zeuge davon. Nach der Reformation sei der Glaube an Zauber und Hexerei lange erhalten geblieben. Mit der Reformation wurde das katholische Christentum in Deutschland entmachtet. Für Heine hatte es zwar die Körperlichkeit des Menschen unterdrückt, aber es ließ Schlupflöcher zu: Die Alleinherrschaft des Geistes galt nur in der Theorie, in der Praxis übte die Materie (der Leib) aber weiterhin seiner Rechte aus. Ein System von Zugeständnissen an die Sinnlichkeit, zu dem auch der Ablasshandel gehörte, war wohltätig für die Menschen und nützlich für die Finanzierung des Baus des Petersdoms. Die Reformation in Deutschland sieht Heine als einen Krieg an, den der Spiritualismus – verkörpert durch Martin Luther, der zunächst ein aketischer. lustfeindlicher Mönch war – begann, als er erkannte, dass er nur in der Theorie herrschte, während der Sensualismus (die krude Sinnlichkeit) die wirkliche Herrschaft ausübte. Der spätere Luther verkörpere in seiner Person aber sowohl die Spiritualität bis hin zur Mystik als auch die irdische Praxis, die brutale Tat, die Liebe zu Wein, Weib und Gesang. Nach dem Sieg der Reformation wurden jedoch die tumultuarischen Auswüchse des Sensualismus – etwa im Täuferreich von Münster – gewaltsam unterdrückt. In Frankreich hingegen wurde der Kampf gegen den Katholizismus im 17. und 18. Jahrhundert vom Sensualismus (vertreten etwa durch Voltaire) eröffnet, der kritisierte, dass ihm ein scheinheiliger Spiritualismus in Form der kirchlichen Autoritäten die Legitimität absprach.

„Einst wenn die Menschheit ihre völlige Gesundheit wieder erlangt, wenn der Friede zwischen Leib und Seele wieder hergestellt, und sie wieder in ursprünglicher Harmonie sich durchdringen: dann wird man den künstlichen Hader, den das Christentum zwischen beiden gestiftet, kaum begreifen können.“

Das Denken und Handeln des „kompletten Menschen“ Luther markieren einen entscheidenden Wendepunkt in der Geschichte, da er erstens die Verteufelung des Körpers, also z. B. das Prinzip des Zölibats, aufhebt und zweitens durch die deutsche Bibelübersetzung die Heilige Schrift für jeden zugänglich macht:

„Indem Luther den Satz aussprach, daß man seine Lehre nur durch die Bibel selber, oder durch vernünftige Gründe, widerlegen müsse, war der menschlichen Vernunft das Recht eingeräumt, die Bibel zu erklären und sie, die Vernunft, war als oberste Richterin in allen religiösen Streitfragen anerkannt.“

Bedeutung habe Luther für Deutschland aber ebenso, weil er die deutsche Sprache entscheidend mitgeprägt hat: 

„Aber dieser Martin Luther gab uns nicht bloß die Freiheit der Bewegung, sondern auch das Mittel der Bewegung, dem Geist gab er nämlich einen Leib. Er gab dem Gedanken auch das Wort. Er schuf die deutsche Sprache.“

Luthers Kampf gegen den römischen Papst basierte nach Heine allerdings auf dem wechselseitigen Missverstehen beider Parteien. Luther erkennt im Ablass nicht den Kompromiss des überfordernden spirituellen Anspruchs des Christentums mit der Sinnenlust des Menschen. Der Bergmannssohn hatte auch keinerlei Bezug zum Herrschaftsbewusstsein eines Leo X., des Renaissancefürsten aus dem Hause Medici. Dieser wiederum nahm den kleinen Mönch nicht als ernsthafte Gefahr für die römische Kirche wahr. Aber gerade in Deutschland trugen viele Nutznießer der Reformation zu ihrem Erfolg bei, nicht zuletzt die Fürsten, die sich den Klosterbesitz aneigneten.
Heine sieht im Sieg der Reformation in Deutschland einen ersten Schritt auf dem Weg zur philosophischen und politischen Revolution, der das gnostische Element ausschaltet, an dessen Stelle das jüdisch-deistische Evangelium setzt, die Ansprüche des Leibes legitimiert, die Geistes- oder Denkfreiheit eingeführt und zum Sieg der Subjektivität, des Individualismus und der Skepsis geführt. Aber dieser Sieg ist nicht frei von Ambivalenzen und Rückschlägen. Die protestantische Kirche habe sich nach der französischen Invasion mit dem Ultramontanismus verständigt und nutze wie dieser die Zensur. Insbesondere mache sie sich gemein mit der staatlichen Zensur an den Universitäten, dabei nicht bedenkend, dass die ganze protestantische Kirchengeschichte des 18. Jahrhunderts nur aus dem (produktiven) Streit zwischen den Fakultäten in Wittenberg, Leipzig, Tübingen und Halle bestand. Heine hält in Bezug auf die Freiheitsbewegungen seiner Zeit jedoch diesen Zustand für nützlich, in dem die Spiritualität in Form einer verbrauchten Religion weiterhin durch eine diskreditierte Priesterschaft repräsentiert und nicht völlig vertilgt werde; sie könne ansonsten mit neuem Leib auferstehen.

## Zweites Buch
Die „philosophische Revolution“ ist nach Heine nicht das Produkt eines Mannes wie die religiöse, sondern das Ergebnis der Philosophiegeschichte von René Descartes über Immanuel Kant bis Georg Wilhelm Friedrich Hegel. Die beschriebenen Philosophen, u. a. Locke, Leibniz, Spinoza und Lessing, einen geistige ‚Familienbande’; alle arbeiten, teils widersprüchlich, an der Vervollkommnung der Philosophie. Allerdings musste Descartes nach Holland gehen, um seine Philosophie zu lehren, die die Scholastik zerstörte und damit radikal mit der Vergangenheit brach. Seine Nachfolger ordnet Heine entweder der materialistischen (wie John Locke) oder der idealistischen Richtung zu (wie Gottfried Wilhelm Leibniz und Christian Wolff).
Das Begriffspaar (objektiver) Idealismus/Materialismus reicht nach Heine jedoch nicht zur Charakterisierung der philosophischen Schulen aus; es beschreibe nur zwei Arten unserer Erkenntnis. Heine bezeichnet „mit dem ersteren die Lehre von den angeborenen Ideen, von den Ideen a priori, und mit dem anderen Namen [...] die Lehre von der Geisteserkenntniß durch die Erfahrung, durch die Sinne, die Lehre von den Ideen a posteriori“. Er ergänzt sie durch die Begriffe Spiritualismus (oder auch Rationalismus)/Sensualismus und nutzt diese als wertende Kampfbegriffe:

„Den Namen Spiritualismus überlassen wir daher jener frevelhaften Anmaßung des Geistes, der nach alleiniger Verherrlichung strebend, die Materie zu zertreten, wenigstens zu fletriren [brandmarken] sucht: und den Namen Sensualismus überlassen wir jener Opposizion, die, dagegen eifernd, ein Rehabilitiren der Materie bezweckt und den Sinnen ihre Rechte vindiziert [‚einfordert’], ohne die Rechte des Geistes, ja nicht einmal ohne die Supremazie [‚Priorität’, ‚höhere Wichtigkeit’] des Geistes zu läugnen.“

Der Sensualismus war in Frankreich immer ein Bündnispartner der politischen Revolution, der Spiritualismus hingegen ihr Feind. Die Verbindung zwischen Sensualismus und dem „kalten“ Materialismus in Frankreich war zwar nicht zwingend, diese Konstellation hat aber die Revolution gefördert. Auch in England förderte das Bündnis von Sensualismus (in Form des letztlich auf Aristoteles gründenden Empirismus John Lockes, der gänzlich auf die platonische Vorstellung eingeborener Ideen verzichtet) und Materialismus (in Form von Jeremy Benthams Utilitarismus) den Ruf nach sozialen und politischen Reformen. Die deutschen politischen Reformer, die „Partei der Blumen und Nachtigallen“, verschrieben sich hingegen dem Idealismus.

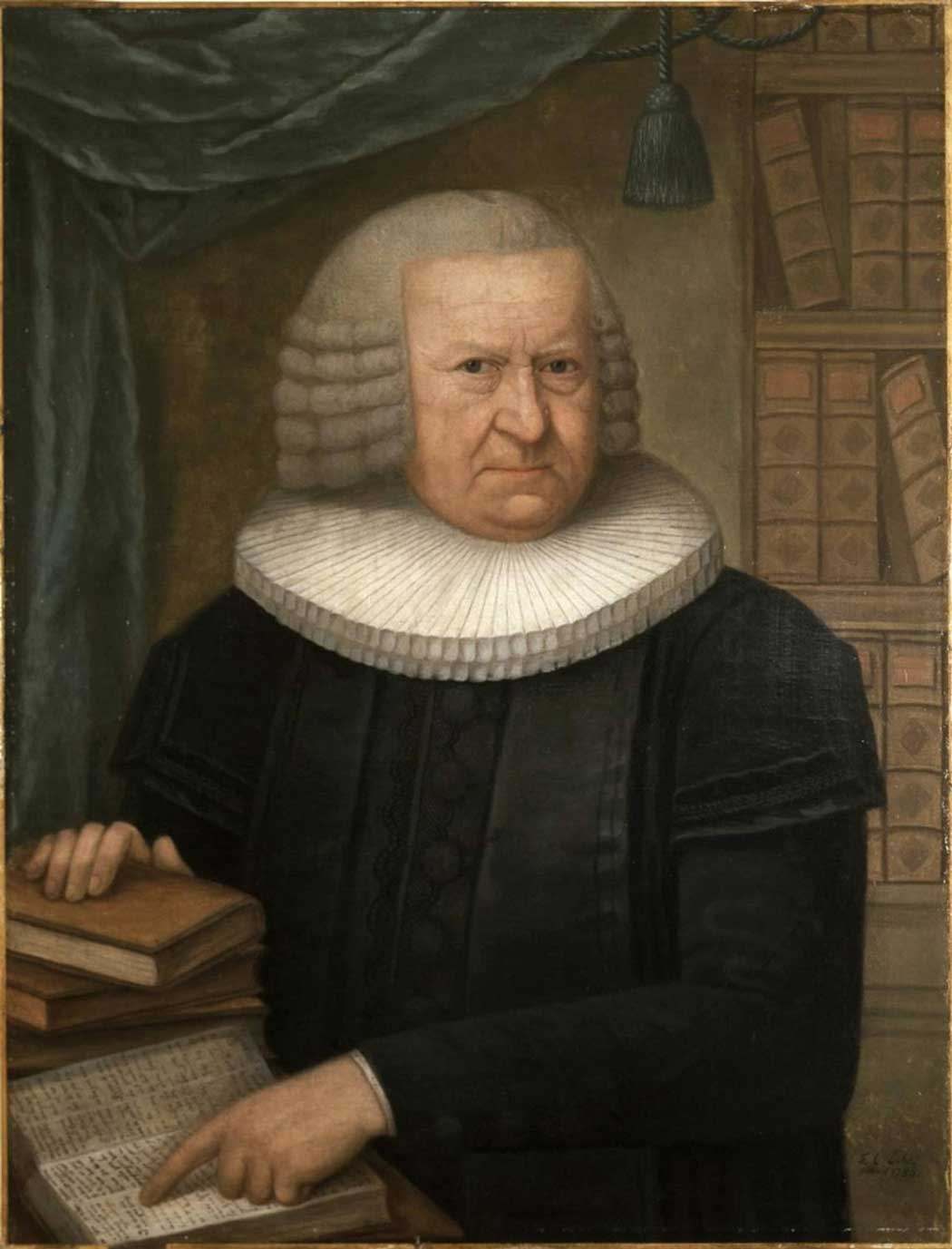
Johann Melchior Goeze, Vertreter der lutherischen Orthodoxie und Widersacher Lessings im Fragmentenstreit. Porträt von Franz Conrad Löhr (1786)

In der Folgezeit spalteten sich Heine zufolge die Protestanten unter dem Einfluss der Schecken des Dreißigjährigen Krieges in zwei Lager, deren Gezänk nur mit dem der Byzantiner zu vergleichen sei: zum einen in das der u. a. von Johann Arndt, Philipp Jakob Spener und August Hermann Francke begründeten antirationalistischen Mystik und des die Subjektivität betonenden Pietismus, zum anderen in das Lager einer körperfeindlichen orthodoxen Theologie. Während die einen die platonische Lehre von den eingeborenen Ideen in neuem Gewande aufleben ließen, neigten die anderen zum dogmatischen Systembau nach Art des Aristoteles und glichen mit ihrem Buchstabenglauben der Scholastik. Die Franzosen – so Heine – konnten glücklich sein, dass ihnen diese hämischen, kleinlichen und widerwärtigen Auseinandersetzungen, die schlimmer waren als die Auswüchse des „Papismus“, nicht bekannt waren. Der Kampf zwischen beiden Schulen tobte besonders zu Leibniz’ Zeiten, dessen Philosophie von Christian Wolff für das deutsche Publikum systematisiert und erschlossen wurde. Die Orthodoxen riefen zwar die Philosophie in Gestalt von Wolff zu Hilfe, aber die Philosophie trug erst recht zur Vernichtung der  Religion bei, indem sie die Wunder der Bibel materialistisch wegerklärte.
Allein Baruch Spinoza brachte Heine zufolge beide Seiten – Geist und Materie („Gedanken“ und „Ausdehnung“) – in seinem pantheistischen System, der Lehre von der unendlichen absoluten Substanz zusammen. Letztlich legt er damit die Grundlagen für die deutsche Identitätsphilosophie und die neuere Naturphilosophie. Während der Gott der Pantheisten in der Welt ist, ist der der Deisten außerhalb oder über der Welt, er hat sozusagen ihr Uhrwerk gefertigt und regiert sie von oben. In Bezug auf die Rolle Gottes bevorzugt Heine die Vorstellungswelt des Pantheismus gegenüber der eines christlich-personifizierten Gottes, aber auch gegenüber den Atheismus der Französischen Revolution:

„Wir kämpfen nicht für die Menschenrechte des Volks, sondern für die Gottesrechte des Menschen.“

Die Idee des Pantheismus hat für Heine neben der religiösen auch eine weltliche Bedeutung. Nach Heine wollte man nur um der Tugend willen nicht ärmlich leben wie die Sansculottes, die revolutionären Frühproletarier, man wolle auf Torten und Sekt nicht verzichten. Hierin sympathisiert er mit dem Frühsozialisten Henri de Saint-Simon. Aber auch die Gottesidee solle nicht aufgegeben werden: Gott solle vielmehr in allem gesucht werden, was uns umgibt. Deutschland sei reif für den Pantheismus. Religiöse Dogmen seien mit dieser Einstellung nicht vereinbar: 

„’Gott ist alles, was da ist’, und Zweifel an ihm ist Zweifel an das Leben selbst, es ist der Tod.“

Heine rühmt zwei Vertreter der Aufklärung in Deutschland und Fortsetzer von Luther: Wie Luther das Papsttum, so habe Moses Mendelssohn jedenfalls zum großen Teil das Gesetzeswerk des Talmud und damit den von Heine so genannten „jüdischen Katholizismus“ gestürzt, jedoch am Kern des Mosaischen Glaubens und damit am Deismus festgehalten. Lessing – oft des Spinozismus bezichtigt – überwand schließlich den „starren Wortdienst“, die Tyrannei des protestantischen Buchstabenglaubens. In seinem Todesjahr 1781 erschien auch Kants Kritik der reinen Vernunft.

## Drittes Buch
Der besondere Wert von Immanuel Kants Philosophie liegt nach Heine darin, dass sie uns vor nutzlosen Wegen warne, und zwar durch seine erkenntnistheoretische Einsicht,

„daß wir von den Dingen, wie sie an und für sich selber sind, nichts wissen, sondern daß wir nur in so fern etwas von ihnen wissen, als sie sich in unserem Geiste reflektiren.“

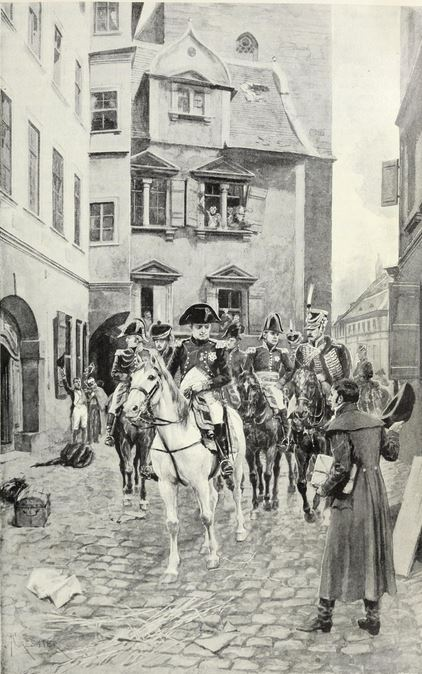
Hegel begrüßt den Weltgeist in Gestalt Napoleons (aus Harper’s Magazine 1895)

Auch Gott ist für Kant ein „Noumenon“, ein Gedankending, von dem man nichts wissen kann. Damit greift er alle Gottesbeweise (mit Ausnahme des moralischen Gottesbeweises, wonach als Quelle der objektiven moralischen Grundwerte nur Gott infrage kommen könne) und den Deismus ebenso wie die gesamte spekulative Theologie an und lenkt den Blick zurück von den nicht erkennbaren Dingen auf den menschlichen Geist. Für Heine bewirkt Kant als philosophischen Revolutionär das, was Robespierre für die politische Revolution in Frankreich bewirkt habe. Die Kritik der reinen Vernunft sei – wenngleich in einem „steifleinenen“, „grauen, trockenen Papierstil“ geschrieben – das Schwert, mit dem der Deismus hingerichtet wurde. Aus für Heine nachvollziehbaren Gründen habe Kant den Deismus in seiner Kritik der praktischen Vernunft jedoch wiederbelebt, sei also seiner eigenen Lehre „abtrünnig“ geworden.
Allerdings sei Kant gerade wegen seiner „Obskurität“ (so Fichte) in seiner Tragweite von seinen Zeitgenossen gar nicht verstanden worden. So radikalisiert Fichte den Kampf gegen den Deismus, indem er die moralische Weltordnung, die von keinem Gott gestiftet worden sei, offen an die Stelle Gottes setzt. Gott ist für Fichte ein von allen sinnlichen Qualitäten befreites, real nicht existierende „Hirngespinst“. Existenz sei nur als sinnliche möglich. Diese von Heine (wohl irrtümlich) als materialistisch angesehene Position Fichtes, die zu dessen politischer Verfolgung führte, kann er als Freund des Pantheismus allerdings nicht nachvollziehen.
Fichtes Werk wurde durch Schelling ergänzt: Schafft für Fichte der Gedanke die Erscheinungswelt (welche der transzendentale Idealismus allein aus dem Wissen über sie begründet), so deutet Schelling in seiner Naturphilosophie aus dem Realen die Idee heraus, sieht er in der Erscheinungswelt immer schon die Geisteswelt. Für Schelling ist Gott die absolute Identität der Natur und des Denkens. Die absolute Substanz ist erkennbar entweder als Denken oder als Ausdehnung. Hier sei Schelling wieder bei Spinoza angelangt, aber persönlich kehre er zur deistischen Position eines persönlichen Gottes zurück, der die Welt erschaffen habe. Die nachfolgenden Romantiker zeigen Heine zufolge Heimweh nach der alten katholischen Mutterkirche und dem alten germanischen Pantheismus, der zu Goethes Zeit auch in die deutsche Kunst eindrang, aber wie etwa Adam Müller von Nitterdorf auch zum Obskurantismus der Restauration mit ihrer Vorstellung der organischen Gliederung des Volkes und ihrer Sehnsucht nach dem Ständestaat und dem Korporationswesen des Mittelalters.
Georg Wilhelm Friedrich Hegel schließlich beendet die philosophische Revolution. Doch so wie Heine Robespierre als „Handlanger der Gedankenmenschen“, als Ausführer der Ideen der französischen Aufklärer versteht, so müsse nun auch in Deutschland nach dem Wort die Tat folgen. Wenn die politische Revolution in Deutschland allerdings früher gekommen wäre, hätte sie viele denkende Köpfe abgeschlagen, die dann für die philosophische Revolution nichts mehr zu gebrauchen gewesen wären. Zum Glück habe Napoleon die Ausrottung der Ideen vieler freiheitsliebender Philosophen in Deutschland verhindert, auch wenn diese ihm dies nicht gedankt hätten. Die analytischen Kantianer – frei vor jeder traditionellen Ehrfurcht –, willensstarken Fichte-Anhänger – die Gefahr ignorierend, weil sie in der Realität gar nicht existiert – und furchtbaren Naturphilosophen, die die altgermanischen Dämonen mobilisieren, würden die künftigen Kämpfer inspirieren, die mit ihrer Berserkerwut die gotischen Dome zerstören.
Das Ende der Abhandlung besteht in einer ironischen Warnung der Franzosen vor einem befreiten Deutschland. Hier zeigt sich die Skepsis Heines gegenüber dem Lauf der Geschichte, den er trotz der grundsätzlichen Tendenz zum Besseren immer als ambivalent beschreibt, da die politische Revolution neben der Befreiung des Volkes auch die Zerstörung der Hochkultur und der Traditionen mit sich bringt. Zur ‚Verspätung’ der Deutschen in der europäischen Geschichte sagt er:

„Der Gedanke geht der That voraus, wie der Blitz dem Donner. Der deutsche Donner ist freilich auch ein Deutscher und ist nicht sehr gelenkig, und kommt etwas langsam herangerollt; aber kommen wird er, und wenn Ihr es einst krachen hört, wie es noch niemals in der Weltgeschichte gekracht hat, so wißt: der deutsche Donner hat endlich sein Ziel erreicht.“

## Wirkung
Obwohl sich Der Salon. Zweiter Band nicht besonders gut verkaufen ließ und auch heute nicht zu Heines bekanntesten Werken gehört, folgte auf die Veröffentlichung eine bemerkenswerte Verbotswelle. Der österreichische Politiker und Kopf der Restauration Fürst Metternich schätzte Heines Fähigkeiten und fürchtete zugleich seine Schriften:

„Ich empfehle [...] dieses Werk, weil es die Quintessenz der Absichten und Hoffnungen der Bagage mit der wir uns beschäftigen, enthält. Zugleich ist das Heine’sche Produkt ein wahres Meisterwerk in Beziehung auf Styl und Darstellung.“

 Dem Verbot in Österreich gingen Verbote in Preußen und Hamburg voraus. In der Forschung wird auch die Bedeutung der Veröffentlichung beim Verbot der ‚Jungdeutschen’ 1835 diskutiert.
Das Buch wurde in zahlreiche Sprachen übersetzt, u. a. ins Türkische, Rumänische, Spanische und ins Brasilianische Portugiesisch.